# 松澤由美
松澤 由実（まつざわ ゆみ、1974年3月29日 - ）は、日本の女性歌手。埼玉県富士見市出身。血液型はA型。既婚。2022年9月1日に現在の松澤由実へ改名。（旧名：松澤由美）
かつてスペースクラフトプロデュース、DISCOVERY ENTERTAINMENTに所属していたが、2014年に独立。フリー期間を経て2023年よりU’SMUSICと業務提携。

## 来歴
読者モデルとして参加していた時にモデルに事務所を紹介してもらって事務所に入る。この頃に出ていた雑誌は『ポップティーン』『エルティーン』『Fine』などがある。
デビュー前にバンド「BLUE BEAT PLAYERS」にサポート・ボーカリストとして参加したほか、『ASAYAN』の「コムロギャルソン」に参加。高い評価を得るも落選。しかし、同時期に受けていた『機動戦艦ナデシコ』のオーディションに合格し、同アニメのオープニングとなったシングル「YOU GET TO BURNING」で、歌手デビューを果たす。同作は22万枚を売り上げた。
2007年2月21日にデビュー10周年を記念したベスト・アルバム『あしあと』が発売された。
2016年2月25日に発売されたRejet制作のゲームソフト『もし、この世界に神様がいるとするならば。』のイメージソング「相反定理の緋い糸 (RED STRING)」を、lasahとのユニット「Orphee-yumi＆lasah-」で参加。9月11日に港区政70周年記念事業の一環として、港企画・主催のもとSHIBAURAHOUSEで「おやこジャズライブ」を開催。
2018年5月30日にデビュー20周年を記念したアルバム『永遠のSEED』が発売された。

## 人物
- 2009年11月5日、自身のブログ内で結婚を報告し、2010年5月5日に長女、2012年6月22日に次女、2013年12月30日に長男を出産[8]。
- 2018年11月4日に更新したブログにて、2016年11月に乳がんの手術で左乳房を全摘出し、後に再生手術を受けたことを明かした[9]。

## 作品

### シングル
|      | 発売日         | タイトル               | 規格品番   | 最高位 |
| ---- | -------------- | ---------------------- | ---------- | ------ |
| 1st  | 1996年10月23日 | YOU GET TO BURNING     | KIDA-137   | 9位    |
| 再発 | 2010年2月17日  | YOU GET TO BURNING     | KICM-3202  | 63位   |
| 2nd  | 1997年1月25日  | OTOHA〜音波〜          | AMDM-6209  | 83位   |
| 3rd  | 1998年4月22日  | earth song〜大地の詩〜 | AMDM-6224  | 圏外   |
| 4th  | 1998年5月25日  | ココロ                 | AMDM-6248  | 圏外   |
| 5th  | 1998年7月3日   | Dearest                | KIDA-164   | 18位   |
| 6th  | 1999年2月24日  | ありのままで           | AMDM-6286  | 90位   |
| 7th  | 1999年11月3日  | 誰も知らない地図で     | ZMCZ-1030  | 77位   |
| 8th  | 2000年4月28日  | 明日の笑顔のために     | PCDG-00119 | 83位   |
| 9th  | 2001年4月28日  | 時空〜ときのそら〜     | MQCA-4     | 圏外   |
| 10th | 2001年7月4日   | 哀しいよ               | MQCA-5     | 圏外   |
| 11th | 2003年1月18日  | 地球ぎ                 | CODC-2085  | 125位  |
| 12th | 2006年1月18日  | 託す者へ〜My Dear〜    | COCC-15834 | 182位  |
| 13th | 2006年12月6日  | NEVERLAND              | CIACD-004  | 72位   |
| 14th | 2012年11月7日  | セレブニート           | ETBR-1001  | 圏外   |

#### コラボレーション・シングル
| 発売日         | タイトル               | 名義                  | 規格品番 | 備考                                                                        |
| -------------- | ---------------------- | --------------------- | -------- | --------------------------------------------------------------------------- |
| 2015年12月31日 | ヒカリノォト           |                       | GSCD-001 | 2015年冬コミにて頒布 ボカロP tilt-six作詞作曲「ヒカレルサテライト」のカバー |
| 2015年12月31日 | I will catch the light | wavform×松澤由美      | WAV-003  | 2015年冬コミにて頒布                                                        |
| 2015年12月31日 | collaboratiomX         | 松澤由美×YOFFY        | MGG-001  | 2015年冬コミにて頒布                                                        |
| 2022年6月4日   | はじめての再会         | 松澤由美＆KAB.        |          | ライブ会場にて販売後、2022/6/24より音楽配信開始                             |
| 2022年10月30日 | First Contact          | 松澤由美✕島みやえい子 | MS1030   | M3-2022秋にて限定販売                                                       |
| 2022年12月10日 | 思い出フィルター       | 松澤由実＆KAB.        |          | ライブ会場にて販売                                                          |

### アルバム

#### ベストアルバム
|     | 発売日        | タイトル   | 規格品番  | 最高位 |
| --- | ------------- | ---------- | --------- | ------ |
| 1st | 2007年2月21日 | あしあと   | KICS-1297 | 193位  |
| 2nd | 2018年5月30日 | 永遠のSEED | USSW-0108 | 66位   |

#### ミニアルバム
|      | 発売年        | タイトル                 | 規格品番                          |
| ---- | ------------- | ------------------------ | --------------------------------- |
| 1st  | 2011年        | birth                    | DISC VERY                         |
| 再発 | 2015年6月20日 | birth                    | NKCD-6707(キングレコードより再発) |
| 2nd  | 2013年        | My Place 〜for my dear〜 | DISC VERY                         |
| 再発 | 2015年6月20日 | My Place 〜for my dear〜 | NKCD-6708(キングレコードより再発) |
| 3rd  | 2017年        | 草原のユニコーン         | MGG-002                           |
| 4th  | 2022年        | 月雫                     | MGG-003                           |

#### 企画盤
| 発売日        | タイトル                             | 規格品番  | 最高位 |
| ------------- | ------------------------------------ | --------- | ------ |
| 2007年6月6日  | アニカペラ                           | TNCH-24   |        |
| 2009年7月23日 | LOVERS REGGAE feat.ViVi              | DERS-0001 |        |
| 2020年5月27日 | Yumi Matsuzawa AnimeSong Cover Album | USSW-0246 |        |

### サウンドトラック・コンピレーションシングル/アルバム
| 発売日  | タイトル                                                                | 収録曲 | 規格品番            | 発売元                               |
| 1995年  | 1995年                                                                  | 1995年 | 1995年              | 1995年                               |
| ------- | ----------------------------------------------------------------------- | --- | ------------------- | ------------------------------------ |
| 9月27日 | 『XAZSA-Your Own Personal Number-』                                     | Alone in the Light『XAZSA』 イメージアルバム 作詞：田中みほ 作曲・編曲：松浦雅也                                                                                   | TYCY-5453           | 東芝EMI                              |
| 2003年  |                                                                         | |                     |                                      |
| 4月25日 | 『SNOW ORIGINAL SOUNDTRACK』                                            | - 「SNOW」 - 「雪のかなた」 - 「ふたりの足跡」 | SMCD-0001 SMCD-0002 | Studio Mebius                        |
| 2007年  |                                                                         | |                     |                                      |
| 7月4日  | 『CR超絶合体SRDテーマ集』                                               | - 「ラッキィスター☆ハイパーウインク♪」 作詞：松澤由美 作曲・編曲：影山ヒロノブ                                                                                     | TNCH-30             | トライスクルエンタテイメント         |
| 2008年  |                                                                         | |                     |                                      |
| 6月25日 | 『Lの季節2 invisible memories』 オリジナル・サウンドトラック            | - 「僕たちの真実〜Story〜」 作詞：松澤由美 作曲・編曲：崎元 仁 | FVCG-1010           | 5pb.                                 |
| 2010年  |                                                                         | |                     |                                      |
| 3月11日 | 『暁のアマネカと蒼い巨神』 オリジナル・サウンドトラック                 | - 「なないろのwish」 作詞・作曲・編曲：高井ウララ |                     | サイバーフロント、Xbox,PSP限定版同梱 |
| 2015年  |                                                                         | |                     |                                      |
| 2月18日 | 『暗記MAXハイパー！』                                                   | - 「五十音」 - 「はる なつ あき ふゆ 花のうた」 - 「コトコトわざわざ2」                                                                                            |                     | ユニバーサルミュージック合同会社     |
| 2016年  |                                                                         | |                     |                                      |
| 2月24日 | 『もし、この世界に神様がいるとするならば。』 オリジナルサウンドトラック | - 「神様、もう一度だけ」 - 「もしも話」 - 「イフの箱庭」 - 「可能性のメモリア」 - 「相反定理の緋い糸」 - 「THE RED STRING OF RECIPROCITY」 Orphee-yumi＆lasah-名義 |                     | Rejet株式会社                        |
| 2019年  |                                                                         | |                     |                                      |
| 2月13日 | 『ROBOTICS;NOTES DaSH』 オリジナル・サウンドトラック                    | - 「trust」 EDテーマ 作詞:冲田冿永 作曲・編曲：石井健太郎 | USSW-0145           | MAGES.                               |

### 楽曲配信
| 発売日         | 楽曲名                                          | 備考 |
| -------------- | ----------------------------------------------- | --- |
| 2004年10月20日 | YOU GET TO BURNING                              | アニソンLive大全集 熱烈!アニソン魂（スピリッツ）「アニたまLive AJF2004」収録 |
| 2004年10月20日 | Dearest                                         | アニソンLive大全集 熱烈!アニソン魂（スピリッツ）「アニたまLive AJF2004」収録 |
| 2005年3月24日  | 雪のかなた                                      | 熱烈!アニソン魂（スピリッツ）「アニたまLive」at EAST vol.2収録 |
| 2005年3月24日  | ふたりの足跡                                    | 熱烈!アニソン魂（スピリッツ）「アニたまLive」at EAST vol.2収録 |
| 2005年3月24日  | SNOW                                            | 熱烈!アニソン魂（スピリッツ）「アニたまLive」at EAST vol.2収録 |
|                | 地球ぎ                                          | セルフカバー 熱烈!アニソン魂（スピリッツ）THE BESTカバー楽曲集 |
|                | 君と同じ青空                                    | セルフカバー 熱烈!アニソン魂（スピリッツ）THE BESTカバー楽曲集収録 |
| 2009年1月1日   | くちびる白昼夢                                  | 美郷あき楽曲カバー「JAPAN ANIMESONG COLLECTION VOL.3」収録 |
| 2009年1月1日   | 地球ぎ                                          | セルフカバー「JAPAN ANIMESONG COLLECTION VOL.21」収録 |
| 2009年1月1日   | 君と同じ青空                                    | セルフカバー「JAPAN ANIMESONG COLLECTION VOL.21」収録 |
| 2009年1月1日   | 風をうけて                                      | 上戸彩楽曲カバー「JAPAN ANIMESONG COLLECTION VOL.21」収録 |
| 2009年3月7日   | Re-sublimity                                    | KOTOKO楽曲カバー「JAPAN ANIMESONG COLLECTION VOL.18」収録 |
| 2009年10月16日 | imagine                                         | ジョン・レノン「imagine」のカバー アニソンオールスターズ歌唱 鮎川麻弥、鵜島仁文、栗林みな実、佐藤ひろ美、JAM Project（影山ヒロノブ、遠藤正明、きただにひろし、奥井雅美、福山芳樹）、高橋洋樹、引田香織、飛蘭、松澤由美、井上俊次 |
| 2011年3月11日  | 陽と光                                          | Basiscape・東北地方太平洋沖地震チャリティーソング |
| 2021年10月13日 | Beyond the darkness                             | スマホゲーム『聖闘⼠星⽮ ライジングコスモ』1周年記念テーマソング |
| 2021年11月6日  | Delorean（feat.松澤由美＆Robertinho de Recife） | |
| 2022年1月15日  | ひとひら                                        | スマホゲーム『Ragnarok M:Eternal Love』主題歌 |
| 2022年1月30日  | Eternal Feather                                 | スマホゲーム『聖闘⼠星⽮ ライジングコスモ』テーマソングセルフカバー |
| 2022年6月24日  | はじめての再会                                  | |
| 2023年1月25日  | Dearest (25th anniversary Ver.)                 | デビュー25周年セルフカバー |
| 2023年2月22日  | 明日の笑顔のために (25th anniversary Ver.)      | デビュー25周年セルフカバー |
| 2023年3月29日  | 君と同じ青空 (25th anniversary Ver.)            | デビュー25周年セルフカバー |
| 2023年4月26日  | 地球ぎ (25th anniversary Ver.)                  | デビュー25周年セルフカバー |
| 2023年4月26日  | Chikyugi-español- (25th anniversary Ver.)       | デビュー25周年セルフカバー |
| 2023年5月24日  | YOU GET TO BURNING (25th anniversary Ver.)      | デビュー25周年セルフカバー |
| 2023年8月4日   | 25th Anniversary-EP                             | デビュー25周年セルフカバー集 |
| 2023年10月17日 | 花の鎖（Cover）                                 | 聖闘士星矢 THE LOST CANVAS 冥王神話EDカバー |
| 2024年2月26日  | My Dear（Saint Seiya）(feat.Yumi Matsuzawa)     | ヒカルド・クルーズとのコラボレーション |
| 2024年5月27日  | 月雫                                            | 2022年に頒布されたミニアルバムの配信版 |

### 楽曲参加
| 発売日  | タイトル                                        | 収録曲 | 規格品番  | 発売元                                |
| 2007年  | 2007年                                          | 2007年 | 2007年    | 2007年                                |
| ------- | ----------------------------------------------- | --- | --------- | ------------------------------------- |
| 7月25日 | 『30years3ounce』 （影山ヒロノブ8thアルバム）   | - 「夜の海」 作詞：下田逸郎 作曲：桑名正博 編曲：影山ヒロノブ                                             | LACA-5665 | Lantis                                |
| 2009年  |                                                 | |           |                                       |
| 3月     | オンラインゲーム『天地大乱』 イメージソング     | - 「天地武者」 作詞：松澤由美 作曲・編曲：益田トッシュ - 「天音」 作詞：松澤由美 作曲・編曲：益田トッシュ |           |                                       |
| 2010年  |                                                 | |           |                                       |
| 10月    | 『The map & compasses』 （plutrio 2ndアルバム） | - 「bye」 作詞：松澤由美 作曲・編曲：大澤直樹                                                             |           | インディーズ 楽曲提供とヴォーカル参加 |

### 未発表曲（ライブ会場限定販売CD-R音源を含む）
- あいだ
- アナタニアイタイ
- 雨の日に
- if
- 嘘みたいに遠いうた
- うたかたの森
- エンジェルは透明
- 大宮の夜はふける（KAB.とのコラボレーション）
- 終わりまで
- カワイイオトナ
- 今日の「ハッピィ」
- 口笛をまたひとつ
- シャラマイ
- STRIPE
- スパーリング
- サンシャインと雨レディ
- sweet dreams
- そばにいてね
- だいすきなのに
- 大切に思えるように
- 太陽と星
- 月夜ノ涙
- 虎拍子
- 飛んでいくわ
- 流れ星（plutrioとのコラボレーション）
- forest door
- もう一度だけあなたの名前を呼んでみた
- 諸刃の想い
- ラブシーン
- ラララ
- ルシダ～宇宙で最も輝く星
- Lovin’You（TBSバラエティエンディング/Minnie Ripertonカバー）

### 楽曲提供
- 昶&賢吾（cv.小野大輔&神谷浩史）「AWAKE〜僕のすべて〜」（作詞）
- 白銀&洸（cv.諏訪部順一&小西克幸）「覚醒〜dark&light〜」（作詞）
テレビ東京系アニメーション『モノクローム・ファクター』エンディングテーマ
- 「伯爵と妖精」キャラクターアリア集 ポールのメヌエット （cv.神谷浩史）「Shining Rose」 作詞）
- 安達まり「モーション」（作詞）
OVA「エルフ版 下級生 あなただけを見つめて… MUSIC GRAFFTI」挿入歌
- 麻績村まゆ子「candy drop」（作詞）
- 小湊美和「愛しいひとへ」（作曲）
- 野川さくら「Crazy on the dream」（作詞）
- 平野綾　「蒼い星」　（作詞）
- 新名彩乃　「君の事」　（作詞）
PS2ソフト　『Memories Off 6 〜T-wave〜』オープニングテーマ
- KENN　「Be the one for you」　（作詞）
PS3.PSPソフト『BEYOND THE FUTURE - FIX THE TIME ARROWS』エンディングテーマ
- きただにひろし　「僕らのパノラマ」　（作詞、ライブのみ発表）
- maimie 「Eternal Feather」（作詞）
スマホゲーム『聖闘⼠星⽮ ライジングコスモ』テーマソング
- TEAM EVERY 「Poca luz」（作詞、作曲）

## ライブ
- ファースト実験ライブ/横浜ベイホール
- ニューシングル発売記念ミニライブ/六本木ベルファーレ
- KAB.Presents　KAB.王国ライブ/高田馬場PHASE
- 松澤由美×天方直美合同誕生日会Live/新宿MARZ
- Yumimania+　Live　vol.1～3（高井ウララとのユニット）
- Cafe-LIVE/代官山SLEEPERS’cafe
- まつざわゆみLIVE vol.1～3
- プラチナイトvol.1～5
- 10th Anniversary Live「あしあと」そして君へと続く。。/渋谷BOXX
- プラチナイトスペシャル
- lilting days/吉祥寺Star Pine's Cafe(岩男潤子とのツーマン）
- OTOHA Night vol.1～8
- 松澤由美20周年記念アルバム「永遠のSEED」リリース記念パーティー/秋葉原ZEST
- 松澤由美20周年記念ライブ～だけど22周年～略してにゃんにゃんライブ/六本木虎寅虎
- 松澤由美×KAB.～初めての再会～/祐天寺FJ's
- 松澤由美×KAB.ツーマンライブ～同窓会～NIGHT

その他バースデーライブ、イベント出演など多数

## 出演

### テレビアニメ
- 機動戦艦ナデシコ（ミズハラ・ジュンコ）
- ゲートキーパーズ（小川薔薇子[10]）

### ラジオ
- WEBラジオ ゆみまにあ（仮）
- ニッポン放送『岩男潤子と荘口彰久のスーパーアニメガヒットTOP10』
- ニッポン放送『アニメトークシアター』
- ニッポン放送『スーパーアニガメシアター』
- ニッポン放送『アニガメパラダイス』
- 熊本シティエフエム『松澤由美のLove parade』
- FM愛知、FM大阪『松澤由美の PRETTY SHOCK』
- FM YOKOHAMA『MOHIKAN PARTY!』
- Nack5『maxell presents KAB.王国』
- IBC岩手放送『まつざわゆみBritish Days』など

### テレビ
- MTV『ブレイクダウン』
- MTV『VIBE INDEX』
- CS『VIBE ADDS』
- EX『音楽ニュースHO』[11]
- TBS『レッツゴーライオンズ』など

### CM
- 東京電力　など

### インターネット
- 松澤由美の○○とニコジョッキー!〜私を武道館へ連れてって〜 （2011年7月 - 、ニコニコ生放送）

### WEB
- マイコミジャーナル「夢のあしあと」連載（全200回）
- 日刊ビビビ　2021年12月8日-

### YouTube
- 松澤由美のアニソンフラッグ

### 雑誌
- メディアファクトリー『ザッピィ』連載
- オリコン『オリコンウィーク The Ichiban』連載
- 学習研究社『CAPAカメラシリーズ7 写真達人塾、CAPA』
- 日之出出版『Fine』
- 角川春樹事務所『Popteen』など